# Boris Fausto
Boris Fausto (São Paulo, 1930. december 8. – São Paulo, 2023. április 18.) erdélyi-török zsidó származású brazil történész, ügyvéd és író.

## Életpályája
Édesanyja Törökországban, édesapja Erdélyben született. Tanulmányai egy részét a São Pauló-i Egyetemen végezte. Brazília egyik legjelentősebb történésze.

## Művei
- Trabalho urbano e conflito social, DIFEL, 1977; Ed. Bertrand Brasil, 5.e., 2000
- Crime e cotidiano: A Criminalidade em São Paulo (1880-1924), 1.ed., Editora Brasiliense 1984; 2.ed., EDUSP, 2001
- Historiografia da imigração para São Paulo, IDESP, Editora Sumaré, 1991
- História do Brasil, Fundação para o Desenvolvimento da Educação, 1994
- Brasil, de colônia a democracia, Alianza, 1995
- Imigração e política em São Paulo, Editora Sumaré, 1995 (több szerző)
- A Revolução de 1930: historiografia e história, Companhia das Letras, 1997
- Negócios e ócios: histórias da imigração, Companhia das Letras, 1997
- Fazer a América: a imigração em massa para a América, EDUSP, 1999 (szerkesztő)
- História Concisa do Brasil, EDUSP, IMESP, 2000
- O pensamento nacionalista autoritário, Jorge Zahar Editor, 2001
- Brasil e Argentina: Um ensaio de história comparada (1850-2002), Editora 34, 2004 (társszerző: Fernando J. Devoto)
- Memória e história, Editora Graal, 2005
- Céu da boca: Lembranças de refeições da infância, Editora Ágora (Summus Editorial), 2006 (több szerző)
- Getúlio Vargas: O poder e o sorriso, Companhia das Letras, 2006
- O crime do restaurante chinês: Carnaval, futebol e justiça na São Paulo dos anos 30, Companhia das Letras, 2009
- Memórias de um historiador de domingo, Companhia das Letras, 2010

### Magyarul
- Brazília rövid története (História Concisa do Brasil); ford. Pál Zsombor Szabolcs, Tímár Imola; Equinter, Bp., 2011 (Luzo-brazil könyvtár)